# 陳嵒
陳嵒，归德永城（今河南省永城市）人，南宋、元朝将领。
南宋末年，陳嵒知涟州，至元十二年（1275年），其父陈奕写家书相劝，陈嵒降元。元世祖忽必烈授陈嵒为淮东宣抚使。五月，陈奕去世。陈嵒请求解官终制，不许。至元十三年（1276年）七月，南宋姜才率领步骑来攻湾头堡，被陈嵒击败，获米五千余石。以功劳加淮东行省参知政事。至元二十二年（1285年），进升为征东行省左丞，参与东征日本。后来没有成行。至元二十四年（1287年）五月，江淮平章政事沙不丁议裁撤南人官吏，忽必烈说：“除了陳嵒、吕师夔、范文虎诸人，其他听从卿议。”他如此被皇帝信任。